# Джеймсон, Генри Листер
Генри Листер Джеймсон (1874 — 26 февраля 1922, Уэст-Марси) — английский зоолог, который изучал процесс формирования жемчуга. Он также внёс вклад в спелеологию и призывал изучать психологию в рамках дополнительного обучения для взрослых.

## Биография
Г. Листер Джеймсон получил образование в Тринити-колледж Дублина. В 1895 году он вместе с Эдуардом Альфредом Мартелем исследовал пещеры Мербл Арч Кейвс и был первым, кто описал фауну пещеры Митчелтоун.
После года в Королевском колледже науки в Лондоне Джеймсон изучал зоологию под руководством Отто Бючли в Гейдельбергском университете и в 1898 году написал  диссертацию  о Thalassema neptuni, одном из видов эхиурид. Став главой жемчужной станции в Британской Новой Гвинеи, он изучал причины образования жемчуга. Он продолжал это исследование в Ланкаширской морской рыболовной станции на острове Пиэл, Барроу-ин-Фернесс, развивая паразитическую теорию образования жемчуга в обычной морской мидии. После того, как у него начался туберкулез легких, он отправился в Южную Африку, где он работал в Департаменте образования провинции Натал, а позднее преподавал в Техническом колледже в Йоханнесбурге.
Вместе с Иден и Сидар Полами  Джеймсон также активно участвовал в работе Лиги плебеев (Plebs' League - Британской образовательной и политической организации, основанной на марксистских идеалах), для которой он написал вводный учебник по психологии и сделал "напряженные попытки [...] развить психологию" как важный компонент образования рабочих в Лиге.

## Вклад в зоологию
Г. Листер Джеймсон описал ряд таксонов, в том числе южноафриканского рыжего кролика (Pronolagus randensis Jameson, 1907).

## Научные труды
- Contributions to the anatomy and histology of Thalassema neptunii Gaertner, 1899. Jena : G. Fischer, 1899.
- On the origin of pearls, 1902
- Studies on pearl-oysters and pearls. Pt. 1. Structure of the shell and pearls of the Ceylon pearl-oyster (Margaritifera vulgaris Schumacher); with an examination of the cestode theory of pearl-production, 1912
- Jameson, Henry Lyster; Drummond, Jack Cecil; Coward, Katharine Hope. Synthesis of Vitamin A by a Marine Diaton (Nitzschia closterium W Sm.) growing in Pure Culture (англ.) // Biochemical Journal[англ.] : journal. — London, 1922. — Vol. 16. — P. 482—485.
- Outline of psychology, Plebs' League, 1922. 6th ed., 1933, revised and expanded by Eden and Cedar Paul.